# Шупики
Шу́пики (укр. Шупики) — село, входит в Богуславский район Киевской области Украины.
Население по переписи 2001 года составляло 580 человек. Почтовый индекс — 09720. Телефонный код — 4561. Занимает площадь 1,6 км². Код КОАТУУ — 3220688001.

## Местный совет
09720, Киевская обл., Богуславский р-н, с. Шупики

## История
В XIX веке село Шупики было в составе Ольховецкой волости Каневского уезда Киевской губернии. В селе была Воскресенская церковь.

## Знаменитые уроженцы
- Онуприенко, Дмитрий Платонович (1906—1977) — генерал-лейтенант, Герой Советского Союза[2].